# Duele el corazón
Duele el corazón (Span.; etwa Es schmerzt das Herz) ist ein spanischsprachiger Popsong, den man auch dem Reggaeton zuordnen kann. Er wurde am 18. April 2016 von Enrique Iglesias veröffentlicht, der ihn zusammen mit Servando Primera geschrieben hatte. Das Lied enthält zudem einen Rap-Part des puerto-ricanischen Künstlers Wisin.

## Hintergrund
Iglesias entwickelte nach eigener Aussage den Song acht Monate lang, nachdem einer seiner Freunde die Idee dazu hatte. Er wolle mit Duele el corazón die Leute zum Tanzen animieren. Zusätzlich gab das Produzenten-Duo Luny Tunes Wisin, der mit ihm und Iglesias befreundet ist, die Möglichkeit, durch seinen Part internationale Aufmerksamkeit zu erlangen.
Das Lied wurde in den South Point Studios in Miami im US-amerikanischen Bundesstaat Florida unter dem Label Sony Music Latin aufgenommen. Produziert wurde es von Carlos Paucar und Luny (Francisco Saldaña). Luny war vorher an der Produktion von Hits wie Gasolina von Daddy Yankee und Mayor Que Yo von Daddy Yankee, Wisin & Yandel & Don Omar beteiligt. Das zugehörige Musikvideo wurde in Panama gedreht und erschien am 13. Mai 2016 auf Enrique Iglesias’ YouTube-Kanal.
Im spanischsprachigen Raum landete es schon kurz nach Erscheinen auf den vordersten Chartplätzen, wie z. B. in Spanien, wo es auf der Nummer 1 einstieg. In der Schweiz erreichte es ebenfalls Platz 1.

## Veröffentlichungen
Duele El Corazon erschien zwischen Mai 2016 und Juni 2016 zudem in Remix-Versionen. Eine Version mit Sängerin Tinashe und Rapper Javada stellt eine englischsprachige Version dar, die sich insbesondere im Airplay starker Verwendung erfreute. Weitere Versionen wurden teils nicht weltweit veröffentlicht. 
- Duele El Corazon (Remix) (feat. Arcangel & Javada)
- Duele El Corazon (Remix) (feat. Gente de Zona & Wisin)
- Duele El Corazon (Dave Audè Club Mix)
- Duele El Corazon (English Version) (feat. Tinashe & Javada)

## Rezeption

### Chartplatzierungen
| ChartsChartplatzierungen       | Höchstplatzierung | Wochen |
| ------------------------------ | ----------------- | ------ |
| Deutschland (GfK)              | 13 (23 Wo.)       | 23     |
| Österreich (Ö3)                | 6 (26 Wo.)        | 26     |
| Schweiz (IFPI)                 | 1 (54 Wo.)        | 54     |
| Spanien (Promusicae)           | 1 (50 Wo.)        | 50     |
| Vereinigte Staaten (Billboard) | 82 (8 Wo.)        | 8      |

| ChartsJahrescharts (2016) | Platzierung |
| ------------------------- | ----------- |
| Deutschland (GfK)         | 62          |
| Österreich (Ö3)           | 36          |
| Schweiz (IFPI)            | 13          |
| Spanien (Promusicae)      | 1           |

| ChartsJahrescharts (2017) | Platzierung |
| ------------------------- | ----------- |
| Spanien (Promusicae)      | 79          |

### Auszeichnungen für Musikverkäufe
| Land/Region                  | Auszeichnungen für Musikverkäufe (Land/Region, Auszeichnung, Verkäufe) | Verkäufe  |
| ---------------------------- | ---------------------------------------------------------------------- | --------- |
| Belgien (BRMA)               | Platin                                                                 | 30.000    |
| Brasilien (PMB)              | Diamant                                                                | 250.000   |
| Chile (IFPI)                 | 3× Platin                                                              | 240.000   |
| Dänemark (IFPI)              | Gold                                                                   | 45.000    |
| Deutschland (BVMI)           | Gold                                                                   | 200.000   |
| Frankreich (SNEP)            | Diamant                                                                | 233.333   |
| Italien (FIMI)               | 6× Platin                                                              | 300.000   |
| Kanada (MC)                  | Platin                                                                 | 80.000    |
| Mexiko (AMPROFON)            | Diamant · + 2× Platin                                                  | 420.000   |
| Österreich (IFPI)            | Gold                                                                   | 15.000    |
| Polen (ZPAV)                 | Diamant                                                                | 100.000   |
| Portugal (AFP)               | Platin                                                                 | 10.000    |
| Schweden (IFPI)              | 3× Platin                                                              | 120.000   |
| Spanien (Promusicae)         | 6× Platin                                                              | 240.000   |
| Vereinigte Staaten (RIAA)    | 12× Platin                                                             | 720.000   |
| Vereinigtes Königreich (BPI) | Silber                                                                 | 200.000   |
| Insgesamt                    | 1× Silber · 3× Gold · 25× Platin · 5× Diamant ·                        | 3.203.333 |

Hauptartikel: Enrique Iglesias/Auszeichnungen für Musikverkäufe